# Таш кордо
Таш кордо́ — одна з найдавніших страв киргизької кухні з баранини. Його готують на вогнищі, на жару деревного вугілля. Незважаючи на прекрасні смакові якості, таш кордо все рідше зустрічається в національній кухні.
Таш кордо готується в декілька способів.
Таш кордо з цілої туші

## Інгредієнти
- бараняча туша;
- гірська цибуля;
- дикий часник;
- Сіль, прянощі, спеції.

## Спосіб приготування
Простий у приготуванні, не вимагає спеціального посуду, таш кордо з цілої туші дуже зручний у дорозі, в далеких переходах. До того ж цим видом таш кордо можна нагодувати велику кількість людей. Тому можна припустити, що його частіше готували під час військових походів.
Тушу оббілувати, вийняти нутрощі, рівномірно посолити.
У місцях з товстим шаром м'яса ножем або іншим гострим предметом зробити надрізи, нашпигувати їх гірським цибулею, диким часником.
Підготовлену тушу загорнути в шкуру і залишити, поки не вбереться сіль.
Плоскі, округлої форми камені помити, розжарити в багатті, покласти всередину туші. Насадити її на рожен, смажити над вогнем. Камені в міру остигання заміняти на гарячі. Під дією жару вугілля і розпеченого каміння м'ясо рівномірно присмажується і зовні, і зсередини.
Готовий таш кордо розділити на порційні шматки. Бажано подати з салатом з овочів.

## Особливості приготування
Таш кордо можна приготувати і в духовці. Для цього м'ясо посолити, додати перець, моркву, часник, полити оцтом і маринувати близько 2-3 годин.
Запікати в духовці 1,5-2 години.